# Spoorlijn Neuss - Düsseldorf-Oberkassel
De spoorlijn Neuss - Düsseldorf-Oberkassel was een Duitse spoorlijn en is als spoorlijn 2534 onder beheer van DB Netze.

## Geschiedenis
Het traject tussen Neuss en Düsseldorf-Oberkassel werd door de Aachen-Neuß-Düsseldorfer Eisenbahngesellschaft geopend op 17 januari 1853. Een jaar later werd het gedeelte tussen Düsseldorf-Oberkassel en Oberkassel Rheinstation geopend. Reeds in 1884 werd dit gedeelte weer gesloten. De rest van de lijn volgde in 1996. 

## Aansluitingen
In de volgende plaatsen is of was er een aansluiting op de volgende spoorlijnen:
Neuss
DB 2525, spoorlijn tussen Neuss en de aansluiting Linderhausen
DB 2530, spoorlijn tussen Neuss en Neersen
DB 2533, spoorlijn tussen Neuss en de aansluiting Erftkanal
DB 2536, spoorlijn tussen de aansluiting Steinhausstraße en Neuss
DB 2550, spoorlijn tussen Aken en Kassel
DB 2580, spoorlijn tussen Düren en Neuss
DB 2610, spoorlijn tussen Keulen en Kranenburg
DB 9245, spoorlijn tussen Neuss Hessentor en Neuss Kölner Straße